# Sojuz MS-04
Sojuz MS-04 – misja statku Sojuz do Międzynarodowej Stacji Kosmicznej, która dostarczyła jej 51. i 52. stałą załogę. Start nastąpił 20 kwietnia 2017 r., a lądowanie 3 września 2017 r.

## Załoga
Początkowo załogę misji mieli stanowić Rosjanie Aleksandr Misurkin (dowódca) i Nikołaj Tichonow oraz Amerykanin Mark Vande Hei. Z kolei do załogi rezerwowej mianowani zostali: Aleksandr Skworcow, Iwan Wagner i Scott Tingle. Jednak 13 września 2016 roku Roskosmos podjął decyzję o reorganizacji lotów załogowych na ISS. Począwszy od tej misji składy załóg statków Sojuz zostały zmniejszone do dwóch astronautów w celu usprawnienia funkcjonowania rosyjskiej części stacji. Zmiana ma obowiązywać do uruchomienia modułu Nauka, co ma nastąpić pod koniec 2017 roku. Do tego czasu zmniejszona zostanie także liczba lotów statku transportowego Progress z 4 do 3 w ciągu roku. Takie ograniczenie w lotach zaopatrzeniowych na ISS zmniejszyło z kolei zdolność do utrzymania na stacji kosmicznej 6-osobowej załogi.
Wraz ze zmniejszeniem załogi dokonano również zmian w jej składzie.

### Podstawowa
- Fiodor Jurczichin (5. lot) – dowódca (Rosja, Roskosmos)
- Jack Fisher (1. lot) – inżynier pokładowy (USA, NASA)

Początkowo zostali mianowani jako członkowie podstawowej załogi Sojuza MS-05.

### Rezerwowa
- Siergiej Riazanski (2. lot) – dowódca (Rosja, Roskosmos)
- Randolph Bresnik (2. lot) – inżynier pokładowy (USA, NASA)

Początkowo zostali mianowani jako członkowie rezerwowej załogi Sojuza MS-05, a po reorganizacji stali się członkami podstawowej załogi tejże misji.

## Galeria

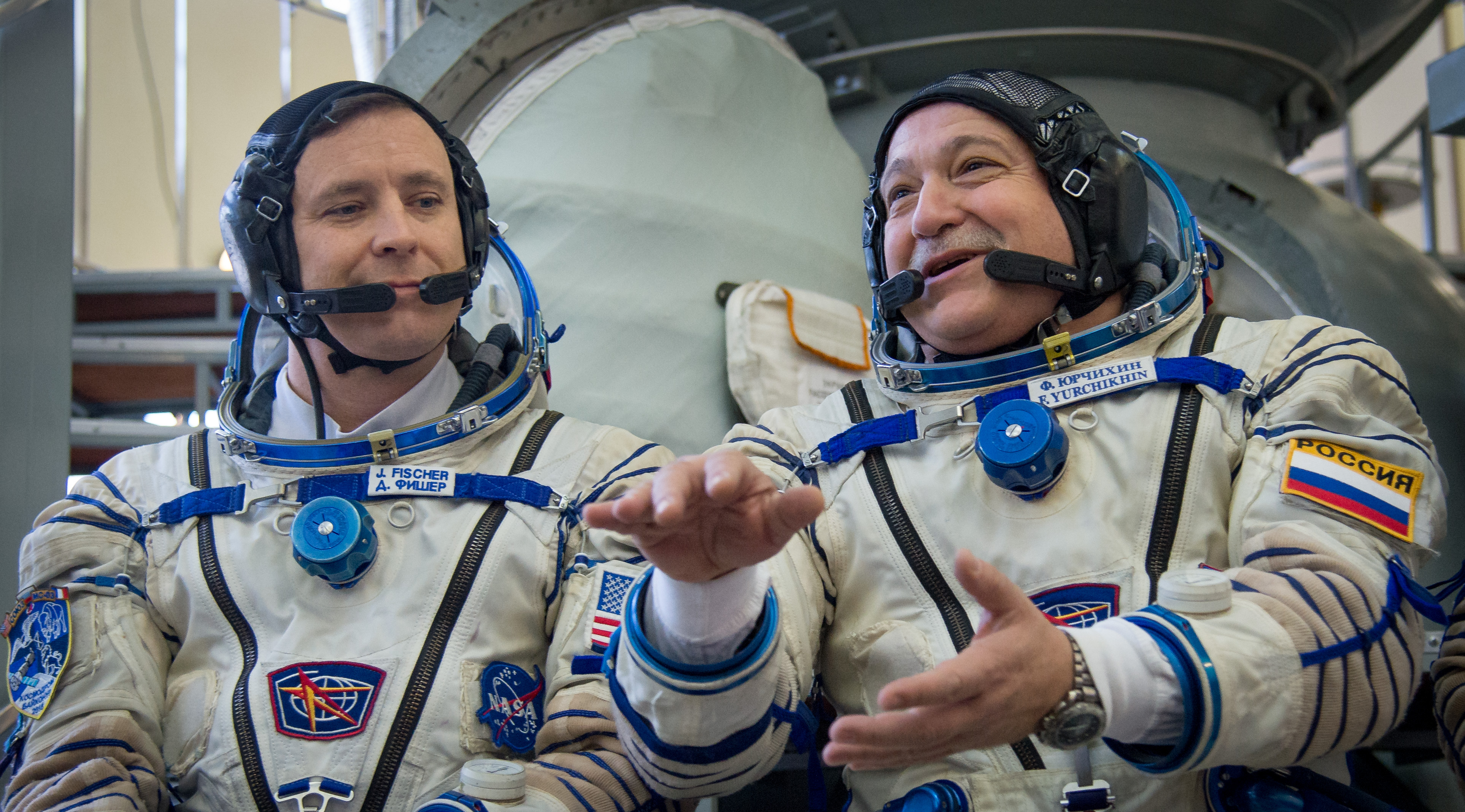
Załoga podczas egzaminów (październik 2016)
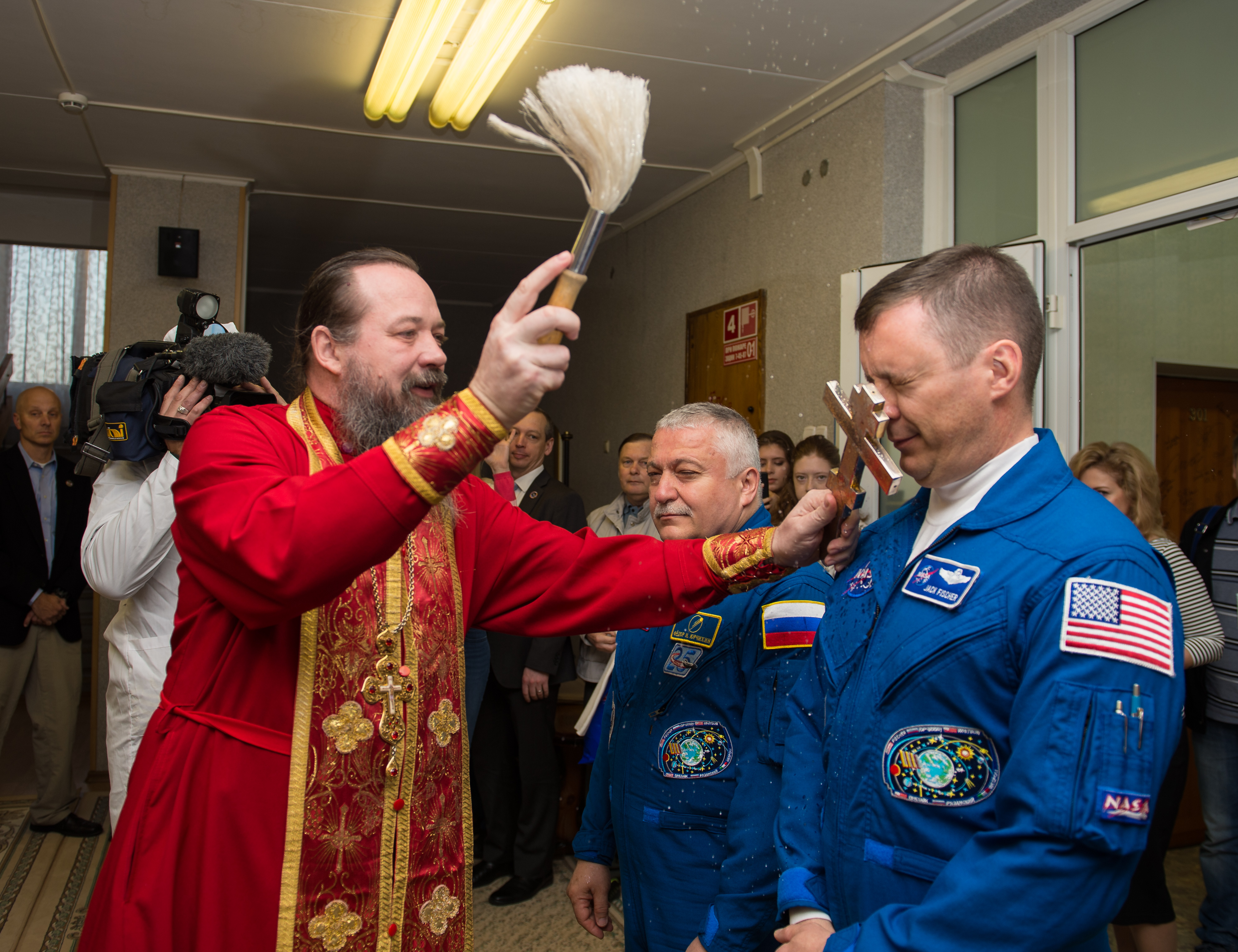
Pobłogosławienie przed lotem (20.04.2017)
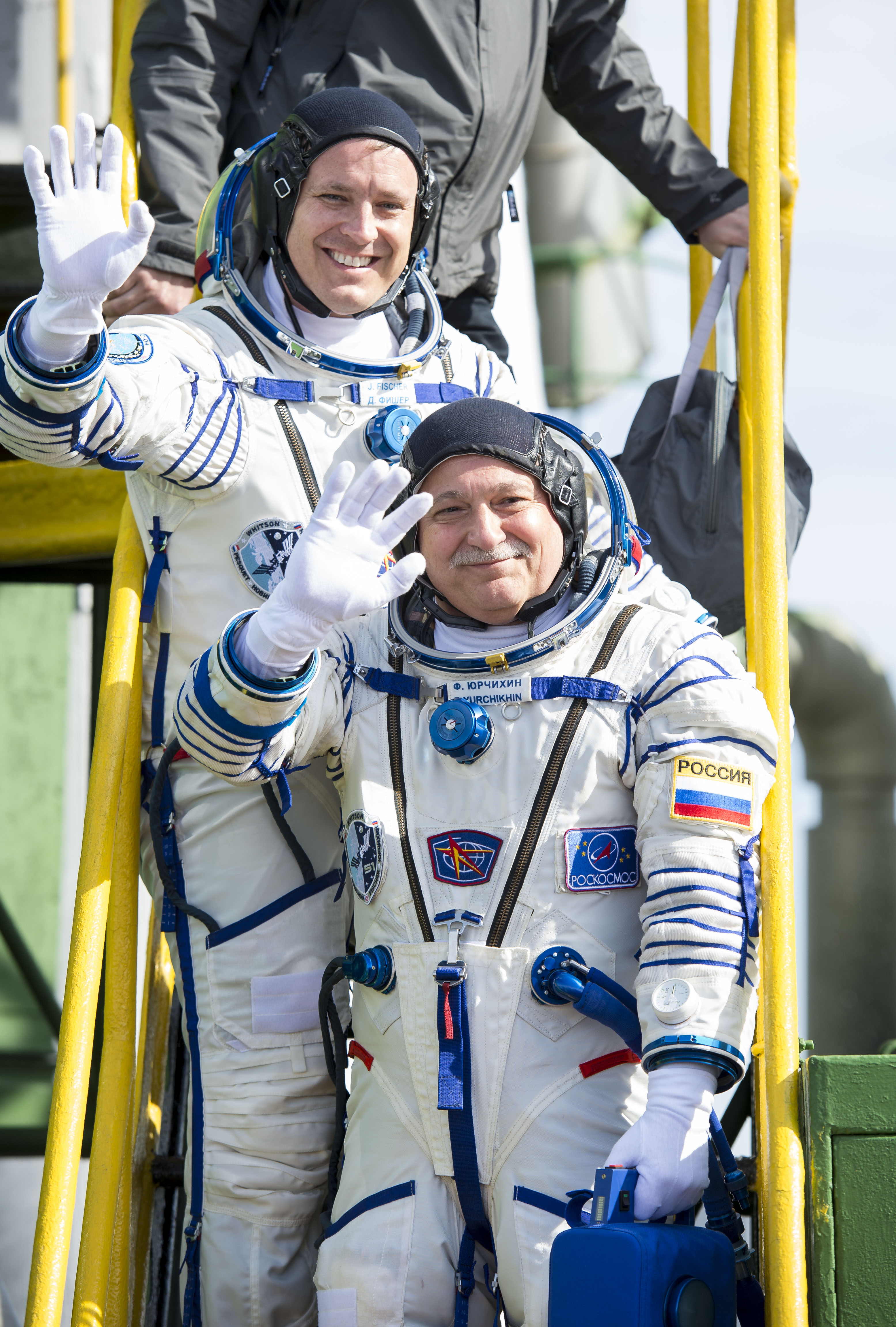
Przed wejściem do statku (20.04.2017)
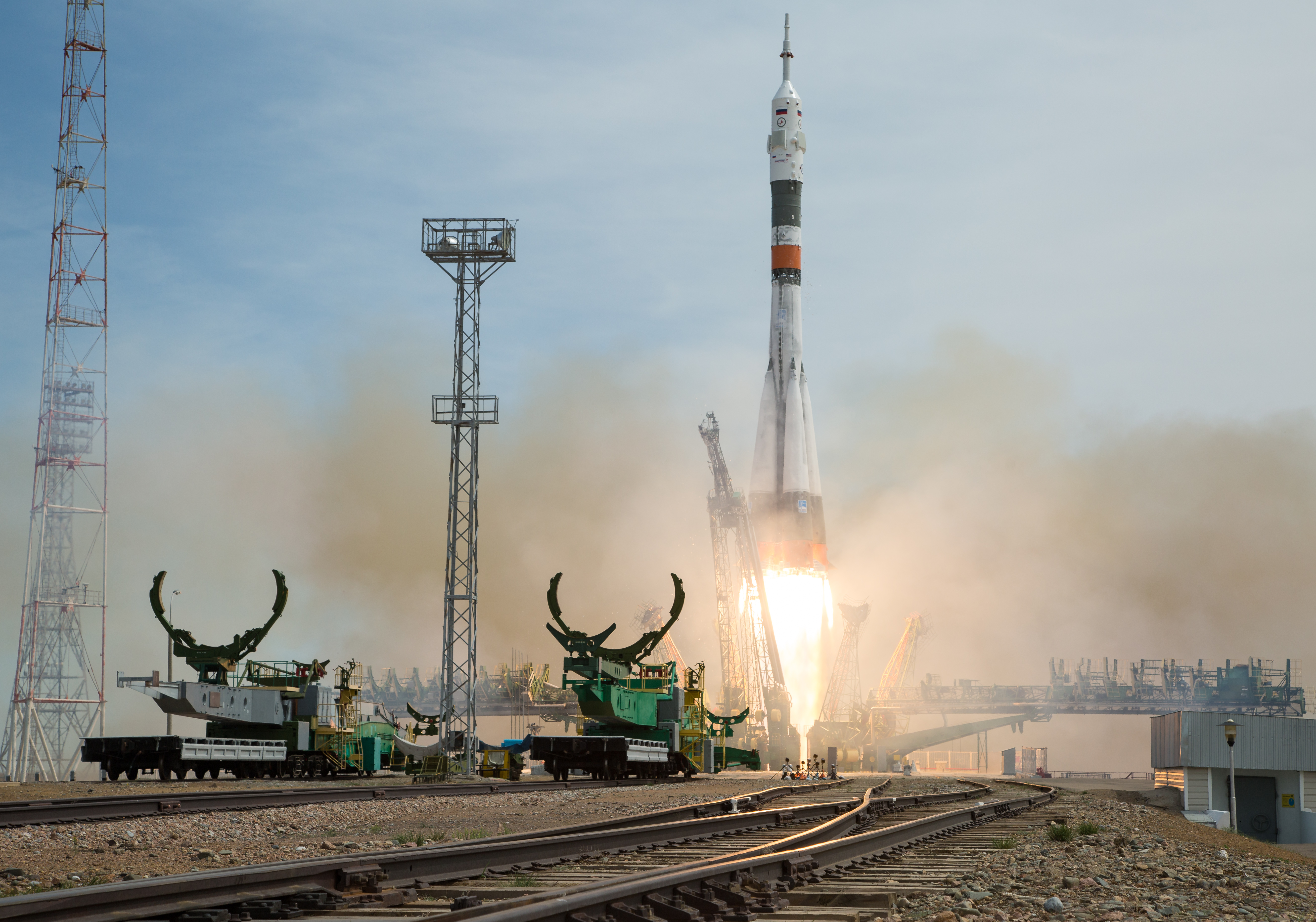
Start (20.04.2017)